# Perdita pratti
Perdita pratti är en biart som beskrevs av Cockerell 1906. Perdita pratti ingår i släktet Perdita och familjen grävbin. Inga underarter finns listade i Catalogue of Life.